# Can Mascort del Cap de Vila
Can Mascort del Cap de Vila és una obra de Palafrugell (Baix Empordà) protegida com a Bé Cultural d'Interès Local.

## Descripció
Es tracta d'una gran casa de planta rectangular amb una volumetria i estructura complexes, pervivències de l'edifici més antic (segles XVII-XVIII). Consta de dues plantes, a la part posterior amb teulat de dues vessants i algunes finestres, amb llinda i ampit motllurat, una d'elles amb la data 1694. El sector de la façana principal pertany a la renovació que es va fer de la casa a finals de segle xviii amb reformes al segle xix. Té dues plantes més golfes. Tres grans eixos amb obertures emmarcades amb ressalts de pedra llisos. Als baixos hi ha finestrals i balconades al pis, la central porta la data 1798. Dos portals d'arc escarser, el primitiu del casal i un altre a la crugia més meridional que fou adaptada per local de farmàcia i habitatge annexa; en aquesta porta hi figura:PM 1888. La cantonada amb el carrer de l'Arc crea un petit xamfrà on hi ha una fornícula per a una imatge, ara amb una creu de forja. A la façana lateral del carrer Botines hi ha obertures corresponents a dues èpoques de l'edifici, les quals destaquen també els desnivells de la cobert. Hi ha un rellotge de sol esgrafiat amb la inscripció: FMF 1918.

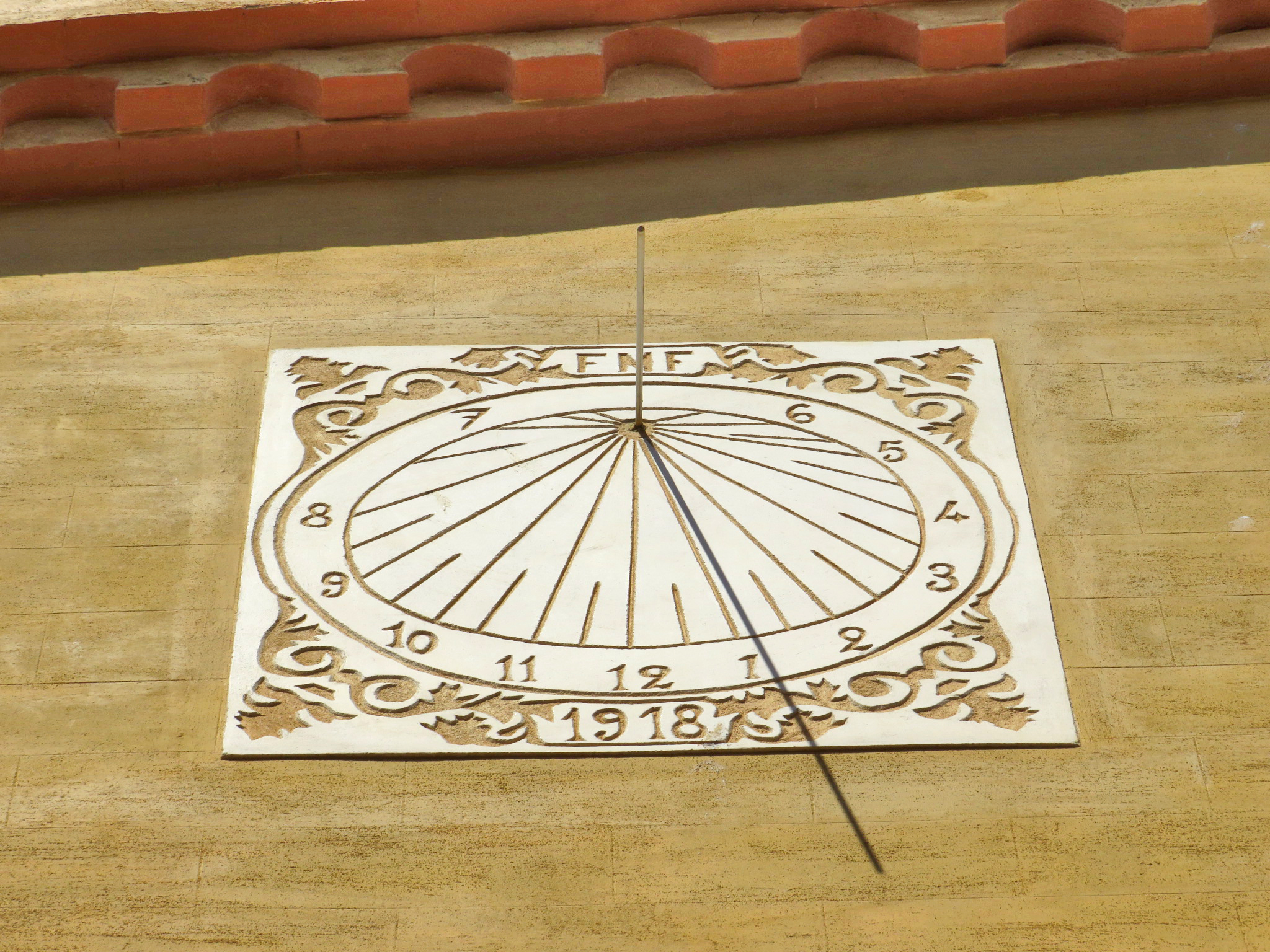
Rellotge de sol a la façana del carrer de les Botines

Els interiors estan força ben conservats i en bona part corresponen a la intervenció dels segles XVIII / XIX. Té interès el mobiliari propi de la farmàcia, concretament els elements de fusteria.

## Història
El nom de can Mascort del Cap de la Vila -ja força oblidat popularment- és evidentment una pervivència de quan només existien els primers eixamples a la sortida dels portals de muralla, un dels quals el Raval Inferior en el camí que sortia vers Palamós i la costa sud del Baix Empordà.